# Marocko i olympiska sommarspelen 2000
Marocko deltog i de olympiska sommarspelen 2000 med en trupp bestående av 55 deltagare, 46 män och 9 kvinnor, och de tog totalt fem medaljer.

## Medaljer

### Silver
- Hicham El Guerrouj - Friidrott, 1 500 m

### Brons
- Tahar Tamsamani - Boxning, fjädervikt
- Brahim Lahlafi - Friidrott, 5 000 m
- Ali Ezzine - Friidrott, 3 000 m hinder
- Nezha Bidouane - Friidrott, 400 m häck

## Boxning
Flugvikt
- Hicham Mesbahi
  - Omgång 1 – Besegrade Halil Ibrahim Turan från Turkiet
  - Omgång 2 – Förlorade mot José Navarro från USA (gick inte vidare)

Bantamvikt
- Hassan Oucheikh
  - Omgång 1 – Förlorade mot Kazumasa Tsujimoto från Japan (gick inte vidare)

Fjädervikt
- Tahar Tamsamani
  - Omgång 1 – Bye
  - Omgång 2 – Besegrade Heung-Min Park från Sydkorea
  - Kvartsfinal – Besegrade Israel Héctor Perez från Argentina
  - Semifinal – Förlorade mot Bekzat Sattarkhanov från Kazakstan - Brons

Mellanvikt
- Mohamed Mesbahi
  - Omgång 1 – Bye
  - Omgång 2 – Förlorade mot Oleksandr Zubrihin från Ukraina (gick inte vidare)

Lätt tungvikt
- Azize Raguig
  - Omgång 1 – Förlorade mot Andriy Fedchuk från Ukraina (gick inte vidare)

## Fotboll
Herrar
| Nr          | Namn                    | Födelsedatum      | Klubb               |
| Målvakter   | Målvakter               | Målvakter         | Målvakter           |
| ----------- | ----------------------- | ----------------- | ------------------- |
| 1           | Tarik El Jarmouni       | 30 december 1977  | SCCM de Mohammédia  |
| 18          | Abdelilah Bagui         | 1 januari 1978    | MAS Fes             |
| Försvarare  |                         |                   |                     |
| 2           | Hamid Nater             | 30 december 1980  | Raja Casablanca     |
| 3           | Akram Roumani           | 1 april 1978      | KRC Genk            |
| 5           | Adel Chbouki            | 3 maj 1971        | Wydad Casablanca    |
| 6           | Fouzi El Brazi          | 22 maj 1977       | FC Twente           |
| 7           | Mohamed Kharbouch       | 22 januari 1977   | Raja Casablanca     |
| 13          | Noureddine Kacemi       | 17 oktober 1977   | SCCM de Mohammédia  |
| Mittfältare |                         |                   |                     |
| 8           | Abdelmajid Oulmers      | 12 september 1978 | ES Wasquehal        |
| 10          | Otmane El Assas         | 30 januari 1979   | OC Khouribga        |
| 15          | Youssef Safri           | 13 januari 1977   | Raja Casablanca     |
| 17          | Zakaria Aboub           | 3 juni 1980       | Raja Casablanca     |
| 19          | Abdeslam Ouaddou        | 1 november 1978   | AS Nancy            |
| 20          | Aissam El Barodi        | 10 maj 1978       | MAS Fes             |
| Anfallare   |                         |                   |                     |
| 4           | El Houssaine Ouchla     | 1 december 1970   | FAR Rabat           |
| 9           | Jaouad Zairi            | 17 april 1982     | FC Gueugnon         |
| 11          | Bouchaib El Moubarki    | 12 januari 1978   | Raja Casablanca     |
| 12          | Abdelfattah El Khattari | 3 mars 1977       | SCCM de Mohammédia  |
| 14          | Salaheddine Bassir      | 5 september 1971  | Deportivo La Coruña |
| 16          | Karim Benkouar          | 25 november 1979  | Nîmes Olympique     |

Gruppspel
| Lag      | S | V | O | F | GM | IM | MS | P |
| -------- | - | - | - | - | -- | -- | -- | - |
| Chile    | 3 | 2 | 0 | 1 | 7  | 3  | +4 | 6 |
| Spanien  | 3 | 2 | 0 | 1 | 6  | 3  | +3 | 6 |
| Sydkorea | 3 | 2 | 0 | 1 | 2  | 3  | −1 | 6 |
| Marocko  | 3 | 0 | 0 | 3 | 1  | 7  | −6 | 0 |

## Friidrott
Herrarnas 800 meter
- Khalid Tighazouine
  1. Omgång 1 - 01:00.33
  2. Semifinal - 01:45.38 (gick inte vidare)

- Mahjoub Haïda
  1. Omgång 1 - 01:47.14
  2. Semifinal - 01:46.35 (gick inte vidare)

- Mouhssin Chehibi
  1. Omgång 1 - 01:48.51
  2. Semifinal - 01:49.88 (gick inte vidare)

Herrarnas 1 500 meter
- Hicham El Guerrouj
  1. Omgång 1 - 03:38.57
  2. Semifinal - 03:37.60
  3. Final - 03:32.32 (Silver)

- Youssef Baba
  1. Omgång 1 - 03:38.68
  2. Semifinal - 03:40.16
  3. Final - 03:56.08 (12th place)

- Adil Kaouch
  1. Omgång 1 - 03:41.06 (gick inte vidare)

Herrarnas 5 000 meter
- Brahim Lahlafi
  1. Omgång 1 - 13:22.70
  2. Final - 13:36.47 (Bronze medal)

- Mohammed Said El Wardi
  1. Omgång 1 - 13:35.18 (gick inte vidare)

Herrarnas 10 000 meter
- Said Berioui
  1. Omgång 1 - 27:45.83
  2. Final - 27:37.83 (5th place)

Herrarnas 400 meter häck
- Mustapha Sdad
  1. Omgång 1 - 51.39 (gick inte vidare)

Herrarnas 3 000 meter hinder
- Ali Ezzine
  1. Omgång 1 - 08:23.79
  2. Final - 08:22.15 (Brons)

- Brahim Boulami
  1. Omgång 1 - 08:24.43
  2. Final - 08:24.32 (7:e plats)

- El Arbi Khattabi
  1. Omgång 1 - 08:43.46 (gick inte vidare)

Herrarnas längdhopp
- Younes Moudrik
  1. Kval - 7.95 (gick inte vidare)

- El Mehdi El Ghazouani
  1. Kval - 7.60 (gick inte vidare)

Herrarnas maraton
- Abdelkader El Mouaziz
  1. Final - 2:13:49 (7:e plats)

- Boubker Elafoui
  1. Final - 2:23:53 (52:a plats)

Damernas 800 meter
- Hasna Benhassi
  1. Omgång 1 - 02:00.50
  2. Semifinal - 01:59.19
  3. Final - 01:59.27 (8:e plats)

- Amina Aït Hammou
  1. Omgång 1 - 02:03.25 (gick inte vidare)

Damernas 1 500 meter
- Seloua Ouaziz
  1. Omgång 1 - 04:10.82
  2. Semifinal - 04:09.11 (gick inte vidare)

- Hasna Benhassi
  1. Omgång 1 - DNS (gick inte vidare)

Damernas 5 000 meter
- Zhor El Kamch
  1. Omgång 1 - 16:02.50 (gick inte vidare)

Damernas 10 000 meter
- Asmae Leghzaoui
  1. Omgång 1 - 32:56.63
  2. Final - 31:59.21 (18:e plats)

- Bouchra Chaabi
  1. Omgång 1 - 34:49.35 (gick inte vidare)

Damernas 400 meter häck
- Nouzha Bidouane
  1. Omgång 1 - 55.38
  2. Semifinal - 54.19
  3. Final - 53.57 (Brons)

## Kanotsport
Slalom
Herrarnas K-1 slalom
- Nizar Samlal
  1. Kval - 299,22 (gick inte vidare)

## Segling
Mistral
- Rachid Roussafi
  1. Lopp 1 - 32
  2. Lopp 2 - 34
  3. Lopp 3 - 33
  4. Lopp 4 - (35)
  5. Lopp 5 - (36)
  6. Lopp 6 - 35
  7. Lopp 7 - 35
  8. Lopp 8 - 34
  9. Lopp 9 - 32
  10. Lopp 10 - 33
  11. Lopp 11 - 35
  12. Final - 303 (36:e plats)

## Tennis
Herrsingel
- Karim Alami
  1. Första omgången — Besegrade Franco Squillari (ARG), 6-4 7-6
  2. Andra omgången — Besegrade Gianluca Pozzi (ITA), 6-2 4-6 8-6
  3. Tredje omgången — Besegrade Fabrice Santoro (FRA), 6-2 5-7 6-4
  4. Kvartsfinaler — Förlorade mot Roger Federer (SUI), 6-7 1-6